# Love (Michael Bublé-album)
 For alternative betydninger, se Love. (Se også artikler, som begynder med Love)
Love (stiliseret som en rød hjerteemoji ❤️) er det tiende studiealbum fra den canadisk-italiensk musiker Michael Bublé, og hans ottende album fra et stort pladeselskab. Det blev udgivet den 16. november 2018 via Reprise Records. Den første single fra albummet var "When I Fall in Love".

## Spor
| 1.    | "When I Fall in Love"                                        | 4:03 |
| 2.    | "I Only Have Eyes for You"                                   | 3:22 |
| 3.    | "Love You Anymore"                                           | 3:02 |
| 4.    | "La Vie en rose" (featuring Cécile McLorin Salvant)          | 3:49 |
| 5.    | "My Funny Valentine"                                         | 4:25 |
| 6.    | "Such a Night"                                               | 3:17 |
| 7.    | "Forever Now"                                                | 3:40 |
| 8.    | "Help Me Make It Through the Night" (featuring Loren Allred) | 3:42 |
| 9.    | "Unforgettable"                                              | 3:08 |
| 10.   | "When You're Smiling"                                        | 2:50 |
| 11.   | "Where or When"                                              | 3:05 |
| 38:23 |                                                              |      |

| 12.   | "When You're Not Here"    | 3:38 |
| 13.   | "I Get a Kick Out of You" | 2:57 |
| 44:58 |                           |      |

## Hitlister
| Hitliste (2018–2021)               | Højeste hitlisteplacering |
| ---------------------------------- | ------------------------- |
| Australien (ARIA)                  | 2                         |
| Østrig (Ö3 Austria)                | 2                         |
| Belgien (Ultratop Flanderen)       | 3                         |
| Belgien (Ultratop Vallonien)       | 13                        |
| Canadian Albums (Billboard).       | 1                         |
| Tjekkiet (ČNS IFPI)                | 22                        |
| Danmark (Album Top-40)             | 20                        |
| Holland (Album Top 100)            | 4                         |
| Estonian Albums (Eesti Ekspress)   | 28                        |
| Finland (Musiikkituottajat)        | 15                        |
| French Albums (SNEP)               | 60                        |
| Tyskland (Offizielle Top 100)      | 6                         |
| Ungarn (MAHASZ)                    | 3                         |
| Irland (IRMA)                      | 4                         |
| Italien (FIMI)                     | 5                         |
| Japan (Oricon)                     | 77                        |
| Japan Hot Albums (Billboard Japan) | 92                        |
| New Zealand (RIANZ)                | 2                         |
| Norge (VG-lista)                   | 31                        |
| Polen (ZPAV)                       | 1                         |
| Portugal (AFP)                     | 2                         |
| Skotland (OCC)                     |                           |
| Slovak Albums (ČNS IFPI)           | 17                        |
| Spanien (PROMUSICAE)               | 5                         |
| Sverige (Sverigetopplistan)        | 27                        |
| Schweiz (Schweizer Hitparade)      | 3                         |
| Taiwanese Albums (Five Music)      | 8                         |
| Storbritannien (OCC)               | 1                         |
| US Billboard 200                   | 2                         |
| US Jazz Albums (Billboard)         | 1                         |

| Hitliste (2018)                    | Placering |
| ---------------------------------- | --------- |
| Australian Albums (ARIA)           | 44        |
| Austrian Albums (Ö3 Austria)       | 35        |
| Belgian Albums (Ultratop Flanders) | 76        |
| Belgian Albums (Ultratop Wallonia) | 152       |
| Dutch Albums (MegaCharts)          | 81        |
| German Albums (Offizielle Top 100) | 89        |
| Irish Albums (IRMA)                | 30        |
| Italian Albums (FIMI)              | 71        |
| Swiss Albums (Schweizer Hitparade) | 83        |
| UK Albums (OCC)                    | 8         |

| Hitliste (2019)                    | Placering |
| ---------------------------------- | --------- |
| Belgian Albums (Ultratop Flanders) | 108       |
| Canadian Albums (Billboard)        | 16        |
| US Billboard 200                   | 128       |
| US Top Jazz Albums (Billboard)     | 1         |

| Hitliste (2020)                | Placering |
| ------------------------------ | --------- |
| US Top Jazz Albums (Billboard) | 14        |